# Famille de Candie
Pour les articles homonymes, voir Candie (homonymie).
Cette page explique l’histoire ou répertorie les différents membres de la famille de Candie.
La famille de Candie est une ancienne famille du duché de Savoie, issue de l'antique bourgeoisie de Chambéry, anoblie dès le XIVe siècle. Elle s'est éteinte au XVIe siècle.

## Historique
Selon le généalogiste Amédée de Foras, la famille de Candie est considérée comme l'une « des trois plus anciennes familles connues de l'antique bourgeoisie de Chambéry », avec les Bonivard et les Chabod. Des membres de cette famille sont qualifiés de nobles dès le XIVe siècle,,. Deux membres participent au tournoi de Chambéry de 1348.
La famille donne naissance à deux branches, l'une savoyarde, l'autre bressane. La première s'éteint en 1560 et ses biens passent à la branche installée en Bresse. Les Candie de Bresse vendent l'ensemble de leurs droits et biens à Pierre Juge de Rumilly, sénateur au Sénat de Savoie, en 1570,.

## Héraldique
| Maison de Candie | De gueules, semé de fleurs de lis d'or, à la bande d'azur, brochant sur le tout,. Le blason est utilisé lors du tournoi de Chambéry en 1348. Devise : « Tout à rebours » |

## Titres et possessions

### Titres
La famille de Candie porta les titres, selon les périodes de :
- seigneurs de Candie et de Chaffardon (nom de l'ancien château de Candie[5], près de Chambéry), de Bloye en Albanais, et de Loese (Luaise ou Loëze, hameau de Bâgé-la-Ville), de La Berruyre (Villette), et de Varennes en Bresse.

### Possessions

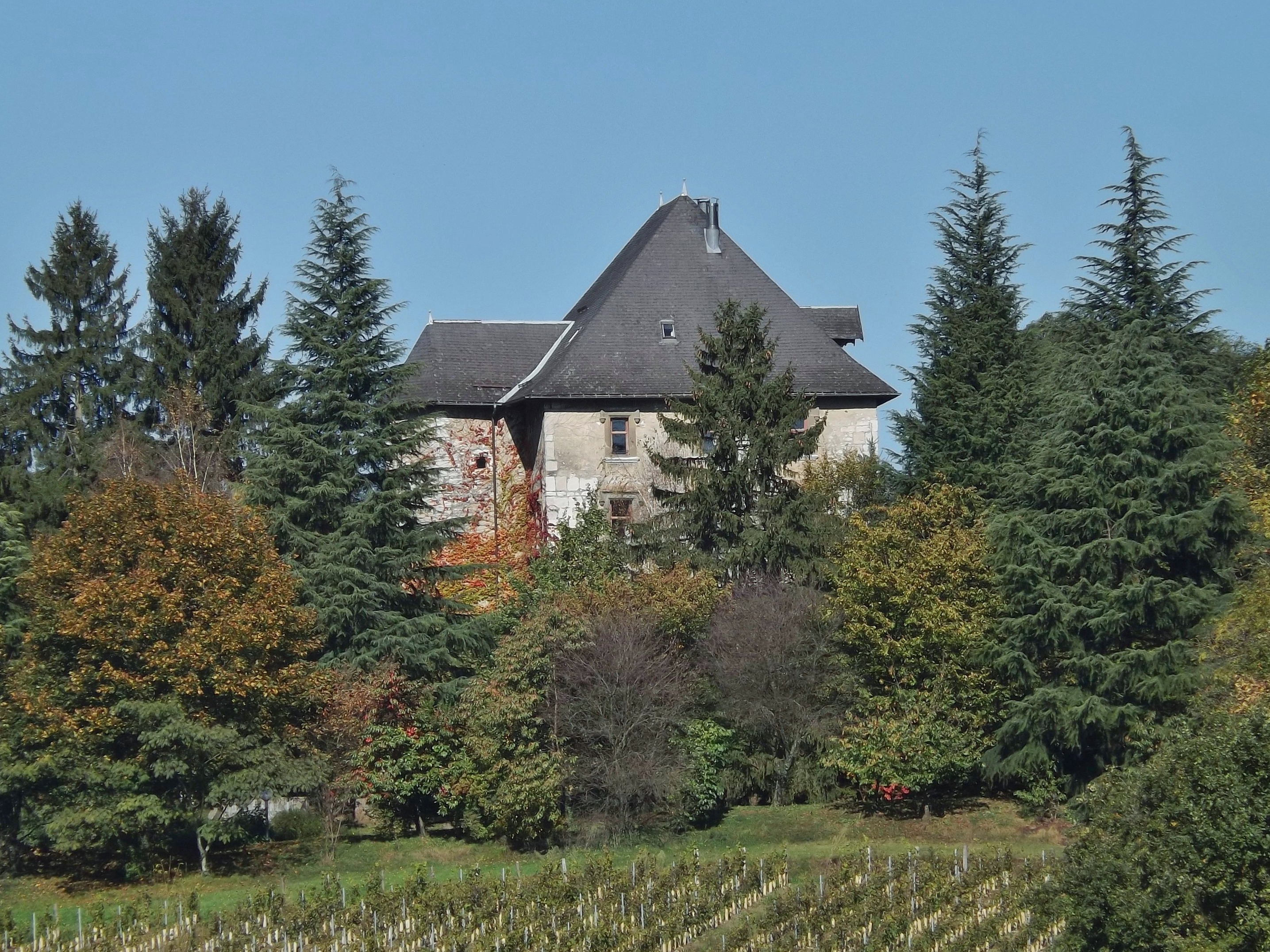
Vue du château de Candie, dans le quartier de Chambéry-le-Vieux.

Liste par ordre alphabétique et non exhaustive des possessions tenues en nom propre ou en fief de la famille de Candie :
- Château de Candie (depuis 1334), à Chambéry[7], ancienne maison forte de Chaffardon[8], au bord de la Doria. Cette ancienne maison forte porta primitivement le nom de Chaffardon, lorsque Robert Candie prêta hommage pour le fief avec Mars et Aymon de Candie Chaffardon, puis en septembre 1579 quand la famille est devenue une partie de la cour royale de Savoie à Turin, le château passa par vente, au sénateur Pierre Juge. Le château est désormais transformé en hôstellerie[9].
- Château de Salagine (1368-début XVe siècle), à Bloye.
- Château de Salins, à Saint-Jean-d'Arvey. « Les premiers que l'on connaisse, parmi les propriétaires de la Tour et de sa maison forte sont les Candie. Deux Candie figurèrent au Grand Tournoi de Chambéry en 1348 et leur principal fief était à Chambéry-le-Vieux »[10].
- Maison, place Saint-Léger de Chambéry[11] ;

## Charges
Des membres de la famille ont été châtelains de :
- Alby (1536-1364) ;
- Bonne (1379-1385) ;
- Cusy (1355-1356) ;
- Faverges (1333-1334) ;
- Montfalcon (1375-1379) ;
- Rumilly (1335, 1376, 1507-1511, 1512-1525) :
- Vuache (1334-1339) ;

## Personnalités
- Jean de Candie, seigneur de Chaffardon, prête hommage le 17 juin 1308 à Guillaume, comte de Genève, pour leur biens rière Rumilly et Salagine[13].
- Antoine de Candie, syndic de Chambéry en 1356[14] ;
- François de Candie (ca. 1368-1385), chevalier. En 1368[15], il fait l'acquisition du château de Salagine. Il fut probablement celui qui porta les titres de vidame (vidomne) de Genève et de capitaine du château de l'Île (1377 à 1385)[16],[1] et obtient des droits sur la châtellenie de Rumilly[13] ;
- Jacques de Candie, écuyer de Clément VII[17] ;
- Maurice de Candie, syndic de Chambéry en 1460[14] ;
- Aymé de Candie, seigneur de La Berruyre, en la paroisse de Villette[18], conseiller et Maître d'Hôtel du duc Philippe II de Savoie ;
- Maurice de Candie, chevalier, seigneur dudit lieu, participe au Tournoi de Genève en 1498 ;
- Gauvain de Candie, né vers 1475[19], écuyer du duc de Savoie, capitaine de la ville de Chambéry en 1531, écrivain[20], dernier propriétaire du château familial[5] ;
- Jean de Candie, seigneur de La Berruyre et de Loese en la cité de Bourg-en-Bresse, écuyer du duc Philibert II de Savoie et échanson de Marguerite d'Autriche (1480-1530). Il fit hommage au roi François Ier de France en 1536, lors de sa conquête du duché de Savoie[21] ;
- Claude de Candie, syndic de Chambéry pour les années 1422,1423, 1424 1429 et 1432[14]. Il fait partie des chevaliers qui assistèrent au duel judiciaire historique (connu sous le nom de « Jugement de Dieu »),  qui eut lieu le 7 août 1397 à Bourg-en-Bresse, entre les chevaliers Othon III de Grandson et Gérard d'Estavayer, en présence du jeune comte Amédée VIII de Savoie[14] ;
- Jacques de Candie, seigneur de Loese, lieutenant d'une compagnie de lances des Ordonnances de Savoie commandée en 1542 par Laurent II de Gorrevod, comte de Pont-de-Vaux, gouverneur de Bresse[1];

## Un Tournoi à Genève en 1498
Maurice de Candie, seigneur de La Berruyre , assiste au Tournoi organisé à Genève le 19 mars 1498 par le duc Philibert II de Savoie, connu sous le nom de Philibert Le Beau. Son blason  de gueules semé de lys d'or à la cotice d'azur brochant sur le tout est « mis à l'arbroise pour faict d'armes »,  parmi ceux des chevaliers présents.